# 국립해양유산연구소
국립해양유산연구소(國立海洋遺産硏究所, National Research Institute of Maritime Cultural Heritage)는 해양유물의 조사·연구·보존 및 전시에 관한 사무를 관장하는 대한민국 국가유산청의 소속기관이다. 2009년 4월 6일 발족하였으며, 전라남도 목포시 남농로 136에 위치하고 있다. 소장은 고위공무원단 나등급에 속하는 임기제공무원으로 보한다.

## 설립 배경
1980년 신안 해저 유물발굴 이후 해양유물 관련 박물관 건립 필요성에 따라 계획이 잡히게 됐으며 1993년 현재의 자리에 준공되면서 1994년 국립해양유물전시관(國立海洋遺物殿示館)으로 출범하였다.
이후 황해안에서 발견되는 고선박 및 유물에 대한 전반적인 연구를 감당하면서 규모를 확장하고 있다. 전시관 내부에는 신안인근에서 발견됐다하며 붙여진 신안선의 거대 모형을 중심으로 전시물이 진열되어 있으며 대개의 유물은 12세기 초 고려청자의 원산이었던 강진을 거쳐 중국으로 향하던 배가 침몰하면서 남은 유적들이다. 완도군 약산면 어두리에서 인양한 고려항해선, 진도군 벽파진에서 인양된 세계 최대의 통나무배 등도 보존처리되어 있다.
비단 해양유적 뿐 아니라 그림, 서예 등 다양한 분야의 유적을 기획전시로 선보이고 있으며 바다문화학교를 운영하여 20세 이상의 성인을 대상으로 박물관 교육을 하는 한편 방학 중에는 아이들을 대상으로 한 바다교육을 문화재청과 공동으로 진행하고 있다.
2003년 목포시와 관련 인사들이 당시 이창동 문화관광부 장관에게 박물관 승격 문제를 건의했고 이후에 긍정적인 답변을 받았다. 그러나 중앙부처간 이견으로 2007년 초부터 난관에 봉착해 박물관 승격에 차질이 발생했다. 2007년 9월 승격이 결정됐으나 이름은 변하지 않고 기존에 같이 쓰이던 이름인 "국립해양유물전시관"을 그대로 쓰게 됐다.
2008년 태안반도를 지나다 침몰한 배의 유적 공개를 '고려청자 보물선-강진, 태안'이라는 이름으로 개최했다.
2009년 4월 27일 그동안의 전시교육 기능을 유지하면서 수중문화재 조사연구 기능에 보다 중점을 두기 위하여 기관 명칭을 국립해양문화재연구소로 변경하였다.

## 직무
- 해양문화재[7]의 보존·관리·활용을 위한 제도 및 정책 연구
- 해양문화재에 관한 조사·연구 및 보존·복원
- 해양문화재에 관한 과학적 조사기법 및 보존·복원기술 개발
- 해양문화재의 전시·교육 및 홍보
- 해양문화재 전시·연구 관련 국내·외 교류·협력
- 그 밖에 해양연구소 운영목표 달성을 위해 필요한 사업

## 연혁
- 1980년 5월 1일: 신안해저 인양유물의 과학적 보존과 복원전담기구로 설립계획 작성.
- 1981년 8월 25일: 문화재연구소 부설 "목포보존처리장" 개설.
- 1981년 8월 28일: 신안해저 인양 목재유물 인수 및 보존처리.
- 1984년 5월 1일: 완도해저 인양 목선 인수 및 보존처리.
- 1986년 10월 5일: 월정교지 출토 구조물 인수 및 보존처리.
- 1990년 1월 3일: 문화재연구소 소속으로 목포해양유물보존처리소 설치.[8]
- 1991년 10월 5일: 목포해양유물보존처리소 청사 준공.
- 1993년 12월 28일: 국립해양유물전시관 준공.
- 1994년 5월 4일: 국립해양유물전시관으로 개편.[9]
- 1994년 12월 14일: 국립해양유물전시관 개관.
- 1995년 11월 22일: 국립문화재연구소 소속으로 변경.[10]
- 2005년 8월: 안좌도 금산 한선 발굴.
- 2005년 11월: 보령 원산도 해저유물 발굴.
- 2006년 9월: 신안선 발굴 30주년 기념 특별전.
- 2006년 11월: 수중발굴 전용선박 취항 "씨뮤즈호".
- 2006년 12월: 안산 대부도 한선 발굴.
- 2007년 7월: 태안대섬 고려청자보물선 발굴.
- 2008년 7월: 태안마도 해저유물발굴.
- 2008년 12월: 어린이해양문화체험관 개관.
- 2009년 4월 27일: 국립해양문화재연구소로 개편.[11]
- 2016년 3월 1일: 책임운영기관으로 지정.[12]

## 조직

### 소장
- 기획운영과[13]
- 수중발굴과[14]
- 해양유물연구과[14]
- 전시교육과[14][15]
- 유물과학팀
- 서해문화재과[14][16]

## 시설

### 국립해양문화재연구소 (본관)
- 대지 위치/면적: 전라남도 목포시 용해동 8번지 외3필지 / 20,075m2(6,083평)
- 건축 연면적: 8,307m2(2,517평)
- 구 조: 지상2층 지하1층
- 시설내용: 상설전시 4실, 기획전시 1실, 어린이해양문화체험관 1실 등

### 보존처리소 (별관)
- 대지 위치/면적: 전라남도 목포시 용해동 37번지 외 16필지 / 6,602m2(2,001평)
- 건축 연면적: 1,652m2 (500평)
- 시설내용: 문화재 보존 및 연구시설
  - 건 물 6동: 1,204m2 (364평)
  - 가건물 2동: 190m2 (58평)
  - 탈염장 2동: 258m2 (78평)

### 태안보존처리시설
- 대지 위치/면적: 충청남도 태안군 근흥면 신진도리 456번지 / 5,291m2(1,600평)
- 건축 연면적: 392m2 (118평)
- 시설내용: 문화재 보존 및 연구시설
  - 탈염장 1동: 182m2(55평)
  - 관리동 7동: 210m2(63평)

## 같이 보기
- 대한민국의 박물관과 미술관 목록
- 대한민국의 국립 박물관 목록